# Orda (villaggio)
Orda (in russo Орда?) è un villaggio della Russia europea nord-orientale (Territorio di Perm'); è il centro amministrativo del distretto Ordinskij.